# Edward Albee

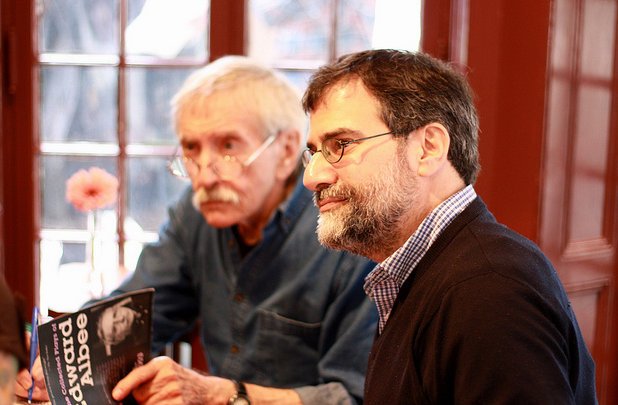
Edward Albee i Al Filreis (2011)

Edward Franklin Albee (ur. 12 marca 1928 w Waszyngtonie, zm. 16 września 2016 w Montauk) – amerykański dramaturg, który w swoich utworach wyrażał bunt skierowany przeciwko konformizmowi, a także izolacji niektórych amerykańskich środowisk intelektualnych.

## Życiorys
Urodził się jako Edward Harvey w Waszyngtonie (lub gdzieś w Wirginii), jako syn nieznanego ojca i Louise Harvey. Nie znał swoich biologicznych rodziców, a 18 dni później został oddany do adopcji w Nowym Jorku. Adoptowany przez Reeda A. Albee przedsiębiorcę teatralnego, syna Edwarda Franklina Albee II, multimilionera spadkobiercy Keith-Albee Vaudeville Circuit, oraz Frances Cotter, jako Edward Franklin Albee III i wychowany w Larchmont w stanie Nowy Jork, 18 mil od Manhattanu.
Przerwał podjęte studia i wyjechał do Włoch, gdzie podjął pierwsze próby literackie. Po powrocie do Stanów Zjednoczonych w 1959 r. opublikował jednoaktówkę "Opowiadanie o ZOO", która szybko weszła do repertuaru teatrów na całym świecie. 
Tworzył jednoaktówki surrealistyczne oraz dramaty psychologiczne. W jego dziełach widać wyraźne związki z teatrem absurdu. Sztuki Chwiejna równowaga i Seascape zostały uhonorowane nagrodami Pulitzera. Z kolei Kto się boi Wirginii Woolf? została zekranizowana, a w głównych rolach wystąpili Elizabeth Taylor i Richard Burton.
Był zdeklarowanym homoseksualistą.

## Sztuki
- Peter & Jerry (Act One: Homelife. Act Two: The Zoo Story) 2004
- Occupant 2001
- The Goat, or Who is Sylvia? 2000, Tony Award
- The Play About the Baby 1996
- Fragments 1993
- The Lorca Play 1992
- Three Tall Women 1990–91
- Marriage Play 1986–87
- Finding the Sun 1982
- The Man Who Had Three Arms 1981
- Lolita (adaptacja powieści Vladimira Nabokova)
- The Lady From Dubuque 1977–79
- Counting the Ways 1976
- Listening 1975
- Seascape 1974
- Już po wszystkim (All Over, 1971)
- Quotations From Chairman Mao Tse-Tung 1968
- Wszystko w ogrodzie (Everything in the Garden, 1967, adaptacja sztuki Gilesa Coopera)
- Chwiejna równowaga (A Delicate Balance, 1966)
- Malcolm 1965 (adaptacja powieści Jamesa Purdy'ego)
- Maleńka Alicja (Tiny Alice, 1964)
- The Ballad of the Sad Cafe 1963 (adaptacja powieści Carson McCullers)
- Kto się boi Wirginii Woolf? (Who's Afraid of Virginia Woolf?, 1962, Tony Award; adaptacja filmowa: Kto się boi Virginii Woolf?, 1966)
- Amerykański ideał (The American Dream, 1960)
- Fam and Yam 1959
- The Sandbox 1959
- The Death of Bessie Smith 1959
- The Zoo Story 1959